# گروه‌های شیعیان
گروه‌های شیعیان یا فرقه‌های شیعه مجموعه‌ای از گروه‌های مذهب شیعه است، که برخی از آن‌ها امروزه پیروانی ندارند یا کاملاً از بین رفته‌اند.

## شیعه دوازده امامی
شیعه دوازده‌امامی یا اثنی‌عشری که به آن شیعه امامیه  یا شیعه جعفری نیز می گویند، نام بزرگترین شاخه از مذهب شیعه است که به امامت دوازده امام پس از پیامبر اسلام، باور دارند. این در حالی است که در برخی از مکاتب اهل سنت از آن دوازده امام بعنوان خلفای اسلامی یاد میگردد. همان طور که ذکر گردید، این مذهب را شیعه جعفری یا امامیه نیز می‌نامند.پیروان دوازده‌امامی اکثریت جمعیت مسلمانان ایران، یمن، عراق و جمهوری آذربایجان و اقلیتی قابل توجه در بحرین، لبنان، کانادا،ایالات متحده آمریکا،بریتانیا،ترکیه،سوریه،مصر، هند، پاکستان، افغانستان، عربستان سعودی، بنگلادش، کویت، عمان، امارات، قطر، نیجریه، چاد، و تانزانیا را تشکیل می‌دهند. که البته عدّه بسیار زیادی از آنها را ایرانیان شکل داده‌اند.ایران تنها کشوری است که مذهب شیعه دوازده امامی در آن مذهب دین رسمی است.و بعنوان یک  حکومت دینی، تمامی اصول و عقاید آن به اجراء درآمده است. و  سیستم قوه مقننه و قضائیه آن به صورت فقه شیعه عمل می کنند. قوه مجریه نیز از این امر جدا نیست اما به دلیل وجود یک دولت که فرودست حکومت جمهوری اسلامی قرار گرفته می‌تواند امتیازات آزادتری داشته باشد. هم اکنون سیدعلی خامنه‌ای در جایگاه رئیس کل مادام العمر و فرمان‌دهنده و سیاست‌گذار اصلی کشور ایران قرار دارد. اگرچه رئیس جمهور نیز که ریاست قوه مجریه را داراست،حکمی تشریفاتی ندارد و بعنوان رئیس دولت هر ۴ سال با رأی مستقیم مردم 
انتخاب می‌شود. رئیس دستگاه قضائی نیز از قدرت نسبتاً زیادی در راستای مسائلعلوم قضایی برخوردار است. همچنین مجلس عوام یا ملی ایران که تحت عنوان "مجلس شورای اسلامی" شناخته می شود.قوه مقننه، که در  حوزه قانون گذاری و اجرای لوایح تصویب شده، قطع لوایح رد شده و لوایح مورد بررسی بسیار بیشتر که شورای نگهبان نیز در تصمیم گیری شفاف نیست، مچمع تشخیص مصلحت نظام وظیفه اصلی اش حل اختلاف میان این دو شورا می‌باشد. ارتش ج.ا ایران نهادی نظامی تحت فرمان دولت است اما سپاه پاسداران ج.ا ایران که بعنوان بازوی اعمال قدرت جمهوری اسلامی عمل کرده و وظیفهحفظ و پاسداری در وهلهاول نظام و در وهله دوم کشور را دارد نهادی متشکل از چندشاخه قدرتمند محسوب می‌شود و تقریباً میتوان آن را قدرت برتر نظامی ایران بالاتر از ارتش ج.ا ایران برشمرد.وظیفه حفاظت از امنیت مرزهای کشورر و امنیت مردم و کشف مصادیق محرمانه و مجرمانه، آگاهی و اعمال قدرت انتظامی ایران را نیز فراجا(مخفف:فرماندهی انتظامی جمهوری اسلامی ایران) با نام مخفف پیشین ناجا یا همان (نیروی انتظامی جمهوری اسلامی)برعهده داشته و دارد.

## اسماعیلیه
اسماعیلیه گروهی از شیعیان هستند، که مرز امامت را به اسماعیل، فرزند جعفر صادق ختم می‌کنند و او را امام هفتم می‌دانند. اسماعیلی‌ها هم‌زمان با روزگار سامانیان سربرآوردند و سده‌ها با توان بسیار به پراکندن اندیشه خویش پرداختند. امروزه از شمارشان کاسته شده‌است. در ایران بسیار کمیابند و در برخی کشورها مانند افغانستان، تاجیکستان، هند، تانزانیا، کنیا و سایر کشورها پراکنده‌اند.
فرقه‌های اصلی و مشهور این فرقه عبارت است از:
- نزاریه
- مستعلیه
- خالصه
- مبارکیه
- قرمطیان
- فاطمیان
- دروزیان
- طبیبیه
- حافظیان
- داوودیان
- سلیمانیان

## زیدیه
زیدیه یکی از فرقه‌های شیعه است که نامشان را از زید بن علی گرفته‌اند. زیدیان برخلاف دوازده‌امامی‌ها، زید بن علی را به‌جای برادرش محمد باقر امام پنجم می‌دانند و در امامت علی بن ابی طالب، حسن بن علی، حسین بن علی، علی بن حسین با دیگر شیعیان هم‌نظرند. یحیی بن زید دیگر امام معروف زیدیه است.
در دوران معاصر مهم‌ترین سکونت‌گاه زیدیان کشور یمن است که حدود ۴۵٪ جمعیت آن را شیعیان تشکیل می‌دهند.
فرقه‌های زیدیه عبارتند از:
- جارودیه
- سلیمانیه
- بتریة (صالحیه)
- نعیمیه
- قاسمیه
- صباحیه
- دویه
- عقبیه
- یعقوبیه
- حسینیه

## علویان
علویان شامل دو گروه مجزای در ترکیه و سوریه هستند.

### علویان ترکیه
علویان ترکیه بیشتر در ترکیه و کمی در سوریه‌اند. علویان را می‌توان شاخه‌ای از شیعیان دوازده امامی دانست.
علویان ازین جهت که ستایشگر حاجی بکتاش والی هستند، دیدگاه تنگاتنگی با بکتاشیه دارند. گروه‌های قومی علویان را ترکان آناتولی، مردم آذری، تاتارها، کردها، زازاها و ترکمن‌ها تشکیل می‌دهند.

### علویان سوریه
علویان سوریه یا نُصَیریه یکی از فرقه‌های مذهب شیعه است که بزرگترین اقلیت دینی را در سوریه تشکیل می‌دهند و حافظ اسد و بسیاری از رهبران حزب حاکم این کشور منتسب به آن هستند. در برخی منابع خصوصاً جدیداً در منابع غربی و وهابی اعتقاد آن‌ها به حلول خداوند و الوهیت علی بن ابی‌طالب بسیار مطرح می‌شود و به این واسطه پیروان وهابیت و سلفی گری آنها را مرتد می‌دانند.

## غالیان
غالیان یا غُلات (نیز غُلاة) ابتدا به فرقه‌هایی از شیعه گفته می‌شده‌است، اما امروزه به فرقه‌هایی گفته می‌شود که در مذهب خود غلو داشته باشند. در واقع غالیان افرادی هستند که در حق ائمه خود غلو کرده و آن‌ها را از زمره مخلوق بودن خارج می‌کنند و مقام الوهیت را برای آن‌ها قائل هستند.
از فرقه‌های این گروه عبارتند از:
- اباحیه
- احمدیه
- اخیه
- ازدریه
- اسحاقیه
- اسحاقه حارثیه
- امریه
- بابکیه (اباحیه)
- باطنیه (اسماعیلیه)
- بدعیه
- برکوکیه
- بزیغیه
- بشریه
- بکتاشیه
- بومسیلمیه
- بلالیه
- بیانیه
- تعلیمیه
- تمیمیه
- تناسیخیه
- جناحیه
- جواربیه
- حابطیه یا حائطیه
- حارثیه
- حدثیه
- حربیه
- حروفیه
- حلاجیه
- حلمانیه
- حلولیه
- حماریه
- خابطیه یا حابطیه
- خرسیه
- خطابیه
- خطابیه مطلقه
- خلالیه
- زمامیه
- ذمیه
- راوندیه
- رجعیه
- رزامیه
- زراریه
- سبائیه
- سبعیه
- سپید جامگان
- سرخ جامگان
- علیائیه (علیاویه)
- علی اللهیان
- عمیریه
- عینیه
- غمامیه
- قادیانیه
- قرامطه (اسماعیلیه
- باطنیه
- تعلیمیه
- سبعیه
- کاکائیه (اخیه)
- متنبئین
- محمدیه (از علیائیه)
- محمدیه (از مغیریه)
- محمره
- مشبهه
- معمریه
- مفیریه
- مفضلیه
- مفوضه
- مقنعیه
- ملاحده (اسماعیلیه)
- باطنیه
- تعلیمیه
- سبعیه
- قرامطه
- منصوریه (کسفیه)
- موسویه
- میمونیه
- میمیه
- یزیدیه

## کیسانیه
کیسانیه یکی از فرقه‌های شیعی بودند. بنا به اعتقادات ایشان هرکس به امامت نامزد شود باید از فرزندان محمد حنفیه باشد و آنان کیسانیه خالص هستند که به این اسم نامیده شده‌اند و بویژه مختاریه نام دارند. محمد حنفیه (مادرش از قبیله بنی‌حنیفه) یکی از پسران علی بن ابی‌طالب بود.
کیسانیه در مورد خلافت پس از علی به چند گروه تقسیم می‌شوند.
1. گروهی بر این باور هستند که محمد حنفیه پس از حسن و حسین وقبل از سجاد امام بوده. (مختاریه)
2. گروهی بر این باورند که محمد حنفیه مهدی موعود است. (کربیه)
3. گروهی معتقد به امامت ابوهاشم عبدالله بن محمد حنفیه پس از امامتش هستند. (هاشمیه)
4. گروهی می‌گویند که امامت به وصیت ابوهاشم به محمد بن علی بن عبدالله بن عباس بن عبدالمطّلب رسیده‌است. (راوندیه)
5. گروهی معتقدند که امام پس از ابوهاشم، بیان بن سمعان تمیمی است. (بیانیه)
6. آخرین گروه کسانی هستند که معتقدند امام پس از ابوهاشم، عبدلله بن عمرو بن حرب است. (حربیه)[۱۸]